# موتور امام بخش عبداللهی
موتور امام بخش عبداللهی یک منطقهٔ مسکونی در ایران است که در دهستان دلگان واقع شده‌است. موتور امام بخش عبداللهی ۲۰ نفر جمعیت دارد.